# Julián Ferreyra
Julián Ferreyra (n. Paraná, Entre Ríos, Argentina; 22 de abril de 1998) es un futbolista argentino. Juega de defensor y su equipo actual es UAI Urquiza la Primera B (Argentina)

## Trayectoria

### Argentinos Juniors
Se encuentra en las divisiones inferiores de Argentinos Juniors desde los 10 años, edad en la cual emigró desde su ciudad natal, Paraná, junto a su familia para instalarse en el club de La Paternal.

### UAI Urquiza
Hoy en día es defensor del club UAI Urquiza, llegó como refuerzo el año 2021.

## Selección nacional

### Selección Argentina Sub-15
En agosto de 2013 fue convocado por el técnico Miguel Ángel Lemme para disputar la Copa de Naciones Sub-15 llevada a cabo en México. Logró el primer puesto con la selección.
En noviembre de 2013 formó parte de la Selección Argentina Sub-15, disputando el Campeonato Sudamericano Sub-15 de 2013 en Bolivia, logrando el tercer puesto.

#### Detalle
| \| N.º \| Fecha \| Estadio \| Local \| Resultado \| Visitante \| Goles \| Asist. \| Competición \| \| ----- \| ---------- \| ---------------------------------------------------- \| --------- \| --------- \| ---------- \| ----- \| ------ \| ------------------------------ \| \| 1 \| 10-08-2013 \| CECAP, México, D. F., México \| Argentina \| 1-1 \| Costa Rica \| \| \| Copa México de Naciones Sub-15 \| \| 2 \| 11-08-2013 \| CECAP, México, D. F., México \| Argentina \| 0-3 \| Colombia \| \| \| Copa México de Naciones Sub-15 \| \| 3 \| 14-08-2013 \| CECAP, México, D. F., México \| Chile \| 1(3)-1(4) \| Argentina \| \| \| Copa México de Naciones Sub-15 \| \| 4 \| 16-08-2013 \| CECAP, México, D. F., México \| Paraguay \| 0-2 \| Argentina \| \| \| Copa México de Naciones Sub-15 \| \| 5 \| 18-08-2013 \| Estadio Azteca, México, D. F., México \| Uruguay \| 0-1 \| Argentina \| \| \| Copa México de Naciones Sub-15 \| \| 6 \| 16-11-2013 \| Estadio IV Centenario, Tarija, Bolivia \| Argentina \| 2-1 \| Ecuador \| \| \| Sudamericano Sub-15 \| \| 7 \| 18-11-2013 \| Estadio IV Centenario, Tarija, Bolivia \| Bolivia \| 1-2 \| Argentina \| \| \| Sudamericano Sub-15 \| \| 8 \| 22-11-2013 \| Estadio IV Centenario, Tarija, Bolivia \| Argentina \| 3-1 \| Paraguay \| \| \| Sudamericano Sub-15 \| \| 9 \| 24-11-2013 \| Estadio IV Centenario, Tarija, Bolivia \| Argentina \| 4-4 \| Perú \| \| \| Sudamericano Sub-15 \| \| 10 \| 28-11-2013 \| Estadio Ramón Tahuichi Aguilera, Santa Cruz, Bolivia \| Colombia \| 2-0 \| Argentina \| \| \| Sudamericano Sub-15 \| \| 11 \| 30-11-2013 \| Estadio Ramón Tahuichi Aguilera, Santa Cruz, Bolivia \| Chile \| 1-2 \| Argentina \| \| \| Sudamericano Sub-15 \| \| Total \| \| Presencias \| 11 \| \| Goles \| 0 \| 0 \| \| |            |                                                      |           |           |            |       |        |                                |
| N.º | Fecha      | Estadio                                              | Local     | Resultado | Visitante  | Goles | Asist. | Competición                    |
| 1 | 10-08-2013 | CECAP, México, D. F., México                         | Argentina | 1-1       | Costa Rica |       |        | Copa México de Naciones Sub-15 |
| 2 | 11-08-2013 | CECAP, México, D. F., México                         | Argentina | 0-3       | Colombia   |       |        | Copa México de Naciones Sub-15 |
| 3 | 14-08-2013 | CECAP, México, D. F., México                         | Chile     | 1(3)-1(4) | Argentina  |       |        | Copa México de Naciones Sub-15 |
| 4 | 16-08-2013 | CECAP, México, D. F., México                         | Paraguay  | 0-2       | Argentina  |       |        | Copa México de Naciones Sub-15 |
| 5 | 18-08-2013 | Estadio Azteca, México, D. F., México                | Uruguay   | 0-1       | Argentina  |       |        | Copa México de Naciones Sub-15 |
| 6 | 16-11-2013 | Estadio IV Centenario, Tarija, Bolivia               | Argentina | 2-1       | Ecuador    |       |        | Sudamericano Sub-15            |
| 7 | 18-11-2013 | Estadio IV Centenario, Tarija, Bolivia               | Bolivia   | 1-2       | Argentina  |       |        | Sudamericano Sub-15            |
| 8 | 22-11-2013 | Estadio IV Centenario, Tarija, Bolivia               | Argentina | 3-1       | Paraguay   |       |        | Sudamericano Sub-15            |
| 9 | 24-11-2013 | Estadio IV Centenario, Tarija, Bolivia               | Argentina | 4-4       | Perú       |       |        | Sudamericano Sub-15            |
| 10 | 28-11-2013 | Estadio Ramón Tahuichi Aguilera, Santa Cruz, Bolivia | Colombia  | 2-0       | Argentina  |       |        | Sudamericano Sub-15            |
| 11 | 30-11-2013 | Estadio Ramón Tahuichi Aguilera, Santa Cruz, Bolivia | Chile     | 1-2       | Argentina  |       |        | Sudamericano Sub-15            |
| Total |            | Presencias                                           | 11        |           | Goles      | 0     | 0      |                                |

No incluye partidos amistosos.

### Selección Argentina Sub-17
El 1 de marzo de 2014 estuvo entre los 18 convocados por el técnico Miguel Ángel Lemme para disputar el Torneo masculino de fútbol en los Juegos Suramericanos de 2014 con la Sub-17 en el cual ganó la medalla de plata.
El 25 de enero de 2015, Miguel Ángel Lemme incluyó a Julián Ferreyra en la Preselección Sub-17 de 31 jugadores para disputar el Campeonato Sudamericano Sub-17 a disputarse en Paraguay, de esta nómina quedarán 22 jugadores. Los jugadores se entrenarán de cara al certamen a partir del 26 de enero.
El 20 de febrero de 2015, Miguel Ángel Lemme, director técnico de la Selección Argentina Sub-17, entregó una lista con los 22 futbolistas en el cual fue convocado para que comenzara a entrenarse de cara al Campeonato Sudamericano Sub-17 de la categoría que se disputará a partir de marzo en Paraguay.

#### Detalle
| \| N.º \| Fecha \| Estadio \| Local \| Resultado \| Visitante \| Goles \| Asist. \| Competición \| \| ----- \| ---------- \| ----------------------------------------------- \| --------- \| --------- \| --------- \| ----- \| ------ \| -------------------- \| \| 1 \| 11-03-2014 \| Estadio Bicentenario Municipal, Santiago, Chile \| Argentina \| 5-2 \| Perú \| \| \| Juegos Suramericanos \| \| 2 \| 13-03-2014 \| Estadio Bicentenario Municipal, Santiago, Chile \| Colombia \| 1-2 \| Argentina \| \| \| Juegos Suramericanos \| \| 3 \| 15-03-2014 \| Estadio Bicentenario Municipal, Santiago, Chile \| Argentina \| 1-0 \| Ecuador \| \| \| Juegos Suramericanos \| \| 4 \| 17-03-2014 \| Estadio Bicentenario Municipal, Santiago, Chile \| Argentina \| 1-2 \| Colombia \| \| \| Juegos Suramericanos \| \| 5 \| 06-03-2015 \| Estadio Dr. Nicolás Leoz, Asunción, Paraguay \| Argentina \| 1-2 \| Ecuador \| \| \| Sudamericano Sub-17 \| \| 6 \| 08-03-2015 \| Estadio Feliciano Cáceres, Luque, Paraguay \| Uruguay \| 2-1 \| Argentina \| \| \| Sudamericano Sub-17 \| \| 7 \| 17-03-2015 \| Estadio Feliciano Cáceres, Luque, Paraguay \| Brasil \| 0-1 \| Argentina \| \| \| Sudamericano Sub-17 \| \| Total \| \| Presencias \| 7 \| \| Goles \| 0 \| 0 \| \| |            |                                                 |           |           |           |       |        |                      |
| N.º | Fecha      | Estadio                                         | Local     | Resultado | Visitante | Goles | Asist. | Competición          |
| 1 | 11-03-2014 | Estadio Bicentenario Municipal, Santiago, Chile | Argentina | 5-2       | Perú      |       |        | Juegos Suramericanos |
| 2 | 13-03-2014 | Estadio Bicentenario Municipal, Santiago, Chile | Colombia  | 1-2       | Argentina |       |        | Juegos Suramericanos |
| 3 | 15-03-2014 | Estadio Bicentenario Municipal, Santiago, Chile | Argentina | 1-0       | Ecuador   |       |        | Juegos Suramericanos |
| 4 | 17-03-2014 | Estadio Bicentenario Municipal, Santiago, Chile | Argentina | 1-2       | Colombia  |       |        | Juegos Suramericanos |
| 5 | 06-03-2015 | Estadio Dr. Nicolás Leoz, Asunción, Paraguay    | Argentina | 1-2       | Ecuador   |       |        | Sudamericano Sub-17  |
| 6 | 08-03-2015 | Estadio Feliciano Cáceres, Luque, Paraguay      | Uruguay   | 2-1       | Argentina |       |        | Sudamericano Sub-17  |
| 7 | 17-03-2015 | Estadio Feliciano Cáceres, Luque, Paraguay      | Brasil    | 0-1       | Argentina |       |        | Sudamericano Sub-17  |
| Total |            | Presencias                                      | 7         |           | Goles     | 0     | 0      |                      |

No incluye partidos amistosos.

## Estadísticas

### Clubes
Actualizado al 21 de febrero de 2015.
| Club                            | Temporada           | Div.                | Liga | Liga | Liga | Copas Nacionales (1) | Copas Nacionales (1) | Copas Nacionales (1) | Copas Internacionales (2) | Copas Internacionales (2) | Copas Internacionales (2) | Total | Total | Total | Prom. · | Prom. · |
| Club                            | Temporada           | Div.                | PJ   | G    | A    | PJ                   | G                    | A                    | PJ                        | G                         | A                         | PJ    | G     | A     | Prom. · | Prom. · |
| ------------------------------- | ------------------- | ------------------- | ---- | ---- | ---- | -------------------- | -------------------- | -------------------- | ------------------------- | ------------------------- | ------------------------- | ----- | ----- | ----- | ------- | ------- |
| Argentinos Juniors (Inferiores) |                     |                     |      |      |      |                      |                      |                      |                           |                           |                           |       |       |       |         |         |
| 2015                            | 1.ª                 | 0                   | 0    | 0    | 0    | 0                    | 0                    | 0                    | 0                         | 0                         | 0                         | 0     | 0     | 0     | 0       |         |
| Total                           | Total               | 0                   | 0    | 0    | 0    | 0                    | 0                    | 0                    | 0                         | 0                         | 0                         | 0     | 0     | 0     | 0       |         |
| Total en su carrera             | Total en su carrera | Total en su carrera | 0    | 0    | 0    | 0                    | 0                    | 0                    | 0                         | 0                         | 0                         | 0     | 0     | 0     | 0       | 0       |

## Clubes
| Club      | País  | Año             |
| --------- | ----- | --------------- |
| Colo-Colo | Chile | 2016 – Presente |

### Selecciones
Actualizado al 24 de febrero de 2015.
| Selección        | Año           | Amistoso | Amistoso | Amistoso | Eliminatorias | Eliminatorias | Eliminatorias | Mundial | Mundial | Mundial | Copa América | Copa América | Copa América | Juegos Olímpicos | Juegos Olímpicos | Juegos Olímpicos | Copa México de Naciones | Copa México de Naciones | Copa México de Naciones | Juegos Suramericanos | Juegos Suramericanos | Juegos Suramericanos | Total | Total | Total |
| Selección        | Año           | PJ       | G        | A        | PJ            | G             | A             | PJ      | G       | A       | PJ           | G            | A            | PJ               | G                | A                | PJ                      | G                       | A                       | PJ                   | G                    | A                    | PJ    | G     | A     |
| ---------------- | ------------- | -------- | -------- | -------- | ------------- | ------------- | ------------- | ------- | ------- | ------- | ------------ | ------------ | ------------ | ---------------- | ---------------- | ---------------- | ----------------------- | ----------------------- | ----------------------- | -------------------- | -------------------- | -------------------- | ----- | ----- | ----- |
| Argentina Sub-15 | 2013          | 0        | 0        | -        | -             | -             | -             | -       | -       | -       | 6            | 0            | ?            | -                | -                | -                | 5                       | 0                       | ?                       | -                    | -                    | -                    | 11    | 0     | ?     |
| Argentina Sub-15 | Total         | 0        | 0        | -        | -             | -             | -             | -       | -       | -       | 6            | 0            | ?            | -                | -                | -                | 5                       | 0                       | ?                       | -                    | -                    | -                    | 11    | 0     | ?     |
| Argentina Sub-17 | 2014          | 0        | 0        | -        | -             | -             | -             | -       | -       | -       | -            | -            | -            | -                | -                | -                | -                       | -                       | -                       | 4                    | 0                    | ?                    | 4     | 0     | ?     |
| Argentina Sub-17 | 2015          | 0        | 0        | -        | -             | -             | -             | 0       | 0       | 0       | 3            | 0            | 0            | -                | -                | -                | 0                       | 0                       | 0                       | -                    | -                    | -                    | 3     | 0     | 0     |
| Argentina Sub-17 | Total         | 0        | 0        | -        | -             | -             | -             | 0       | 0       | 0       | 3            | 0            | 0            | -                | -                | -                | 0                       | 0                       | 0                       | 4                    | 0                    | ?                    | 7     | 0     | ?     |
| Total carrera    | Total carrera | 0        | 0        | -        | -             | -             | -             | 0       | 0       | 0       | 9            | 0            | ?            | 0                | 0                | 0                | 5                       | 0                       | ?                       | 4                    | 0                    | ?                    | 18    | 0     | ?     |

#### Participaciones con la selección
| N.º | Torneo                                 | Sede     | Resultado     |
| --- | -------------------------------------- | -------- | ------------- |
| 1   | Copa México de Naciones Sub-15 de 2013 | México   | Campeón       |
| 2   | Sudamericano Sub-15 2013               | Bolivia  | Tercer lugar  |
| 3   | Juegos Suramericanos Sub-17 de 2014    | Chile    | Segundo lugar |
| 4   | Sudamericano Sub-17 2015               | Paraguay | A disputarse  |

## Palmarés

### Campeonatos internacionales
| N.º | Título                         | Club                | Sede   | Año  |
| --- | ------------------------------ | ------------------- | ------ | ---- |
| 1   | Copa México de Naciones Sub-15 | Selección Argentina | México | 2013 |